# Heinrich Blasius

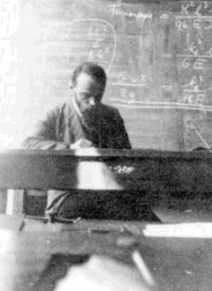
Enrique Blasius. Primeros años en la escuela de ingeniería - hacia 1920.

Paul Richard Heinrich Blasius (9 de agosto de 1883 - 24 de abril de 1970) fue un físico alemán especializado en mecánica de fluidos.
Fue uno de los primeros estudiantes de Prandtl, que le proporcionó las bases matemáticas para el estudio del arrastre a través de la teoría de capa límite. El trabajo de Prandtl llevó al estudio en 1911 de este fenómeno en tuberías y conductos, relacionándolo con el número de Reynolds. La principal contribución de Blasius fue el estudio de la capa límite en una placa seminfinita, ampliando los resultados de Prandtl.

## Teorema de Blasius
Para un flujo fluido con un potencial complejo {\displaystyle w(z)} alrededor de un cuerpo encerrado por un contorno {\displaystyle C}, la fuerza neta en el cuerpo por el movimiento fluido es dada por
{\displaystyle F_{x}-iF_{y}={\frac {i\rho }{2}}\oint _{C}\left({\frac {dw}{dz}}\right)^{2}\,dz}
donde {\displaystyle \rho } es la densidad del fluido. Esta integral de contorno se puede calcular computacionalmente mediante el teorema de los residuos.

## Correlaciones
Primera ley de Blasius para el factor de fricción de Fanning en régimen turbulento:
{\displaystyle f/2=0.039Re^{-0.26}\,}
Segunda ley de Blasius para el factor de fricción de Fanning en régimen turbulento:
{\displaystyle f/2=0.023Re^{-0.26}\,}
Ley de Blasius para el factor de fricción en tuberías lisas:

{\displaystyle \lambda =0.3164Re^{-0.25}\,}